# Vale do São Francisco

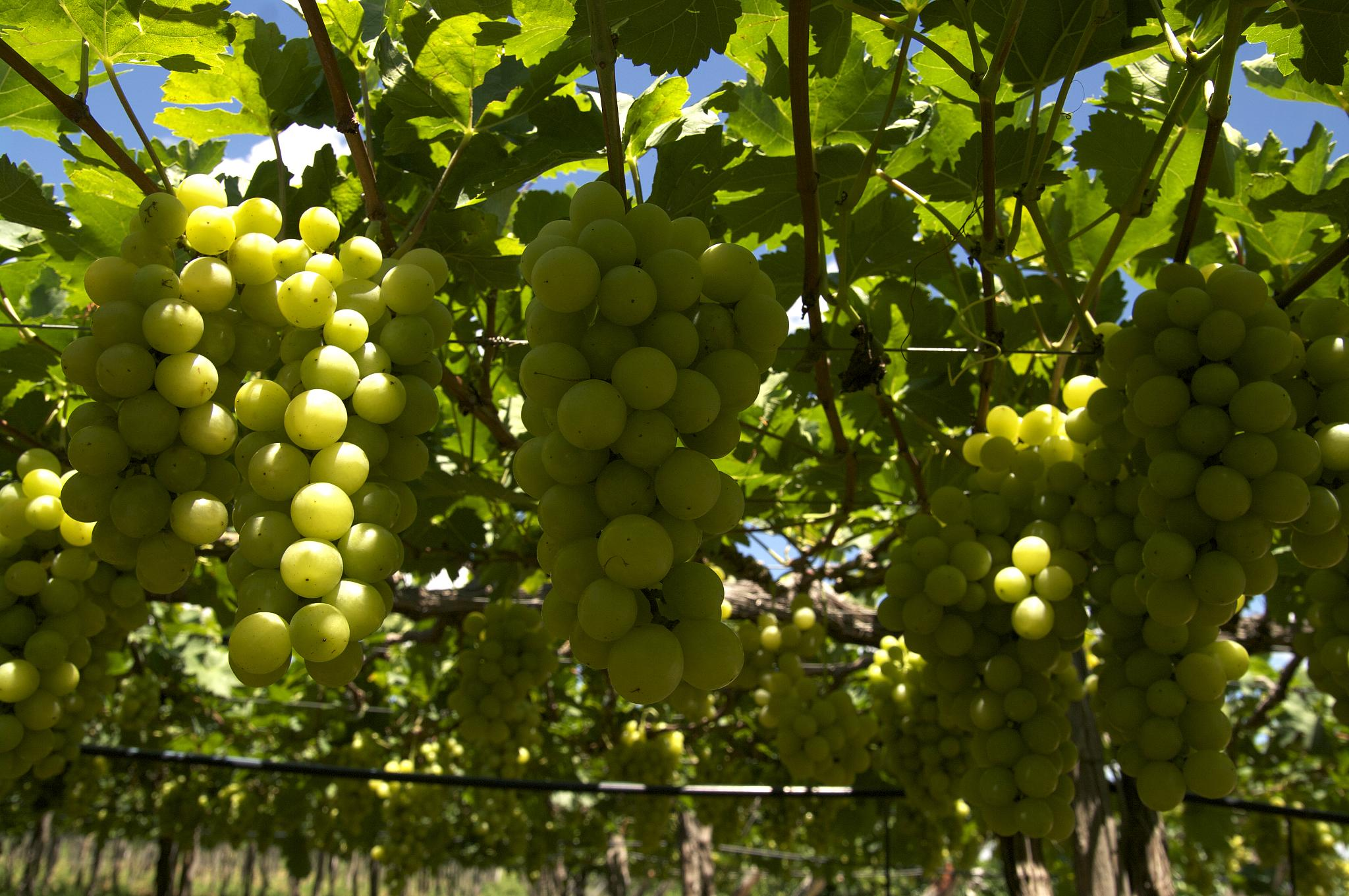
Cultivo de uvas em Petrolina. A vitivinicultura é uma das principais atividades econômicas atualmente no Vale do São Francisco.

O Vale do São Francisco é a região drenada pelo rio São Francisco e seus afluentes. Está localizada nos estados de Minas Gerais, Bahia, Pernambuco, Sergipe e Alagoas, no Brasil.

## Economia
É uma área fértil e que tem recebido diversos investimentos em irrigação desde a década de 1970 por parte de órgãos públicos como a Superintendência do Desenvolvimento do Nordeste e a Companhia de Desenvolvimento dos Vales do São Francisco e do Parnaíba. Tornou-se um importante produtor de frutas e hortaliças. A sub-região que mais se desenvolve é aquela compreendida pelas cidades de Juazeiro (Bahia) e Petrolina (Pernambuco), que se tornou o maior aglomerado urbano do semiárido nordestino.
Sua produção é exportada através do aeroporto de Petrolina e do porto de Suape, ambos em Pernambuco, e do Porto de Aratu e do Mercado do Produtor em Juazeiro, maior entreposto comercial do Norte–Nordeste do Brasil, ambos na Bahia.